# Фабрициус, Ян (иезуит)
Ян Фабрициус (чеш. Ján Fabricius; 1609—1671) — чешский религиозный деятель. Не католик от рождения, он, обучаясь у иезуитов, был ими обращён в католичество и в 1629 году вступил в иезуитский орден; в школах иезуитских с большим успехом преподавал красноречие.
Издал анонимно:
- «Academia primorum decem Societatis Jesu magistrorum» (1645);
- «Edmundus Campianus coelesti lauro insignis» (1651);
- «Praga contra Carolum Gustavum Sueciae regem propugnata» (1649).